# معركة بينانق
معركة بينانق (بالإنجليزية: BBattle of Penang)‏ هي معركة بحرية وقعت في 28 أكتوبر 1914، خلال الحرب العالمية الأولى. أغرقت السفينة الحربية الألمانية إمدن سفينتان حربيان من سفن دول الحلفاء.